# エマ・ワトソン
エマ・シャーロット・デューレ・ワトソン（英: Emma Charlotte Duerre Watson, 1990年4月15日 - ）は、イギリスの女優、活動家。映画『ハリー・ポッター』シリーズのハーマイオニー・グレンジャー役や実写映画『美女と野獣』のベル役で知られる。身長165cm。フランス・パリ出身。イギリス国籍。アメリカ合衆国在住。

## 概要
2001年に映画『ハリー・ポッターと賢者の石』のハーマイオニー・グレンジャー役でデビュー。以後、7作目の『ハリー・ポッターと死の秘宝』まで全シリーズに出演した。『ハリー・ポッターと賢者の石』と『ハリー・ポッターと秘密の部屋』での演技によりAOL最優秀助演女優賞に輝く。また、『ハリー・ポッターとアズカバンの囚人』ではイギリスの映画誌トータルフィルムの読者投票で最優秀新人に選出された。
2009年12月、「過去10年間で最も興行収入を稼いだ女優」としてギネス世界記録に認定された。ワトソンが2000年から2010年までの過去10年間で出演した映画『ハリー・ポッター』シリーズの合計で約6000万ドル（日本円で約63億円）を稼いでいた。2011年1月、米経済誌『フォーブス』が「スクリーン上で最も（興行収入を）稼いだカップル」のランキングを発表し、『ハリー・ポッター』シリーズのルパート・グリントと自身が1位にランクインした。グリントとは同シリーズだけで7900万ドル（日本円で約83億円）を稼いでいた。
2015年にはタイム誌の「世界で最も影響力のある100人」の一人に選ばれた。

## 生い立ち
フランスのパリ市内マレ地区で、イギリス人の両親とも弁護士である母ジャクリーン・ルズビーと父クリス・ワトソンのもとに生まれた。5歳まではパリ西郊のメゾン＝ラフィットで育ったが、幼少期に両親が離婚したことで母親とイギリスのオックスフォードに移住した。週末は父親の家があるロンドンで過ごした。そのためフランス語は少しなら話せるという。オックスフォードでは弟とドラゴン・スクールに入学した。また、将来は女優になりたいと夢見ていたワトソンは、6歳からオックスフォードのステージコーチ・シアター・アーツ・スクールに通い、歌と演技とダンスを勉強した。
10歳までに、Arthur：The Young YearsやThe Happy Princeを含むさまざまなステージコーチの作品や学校での演劇をしたが、『ハリー・ポッター』シリーズの前にプロとして活動したことは一度もなかった。ドラゴンスクールのあとは、オックスフォード近くのヘディントン・スクールに移った。
イギリスの注意欠如多動症（ADHD）基金によると、エマは幼い頃にADHDと診断され、ハリー・ポッターシリーズを撮影している間も薬物療法を受けていたという。

## 経歴

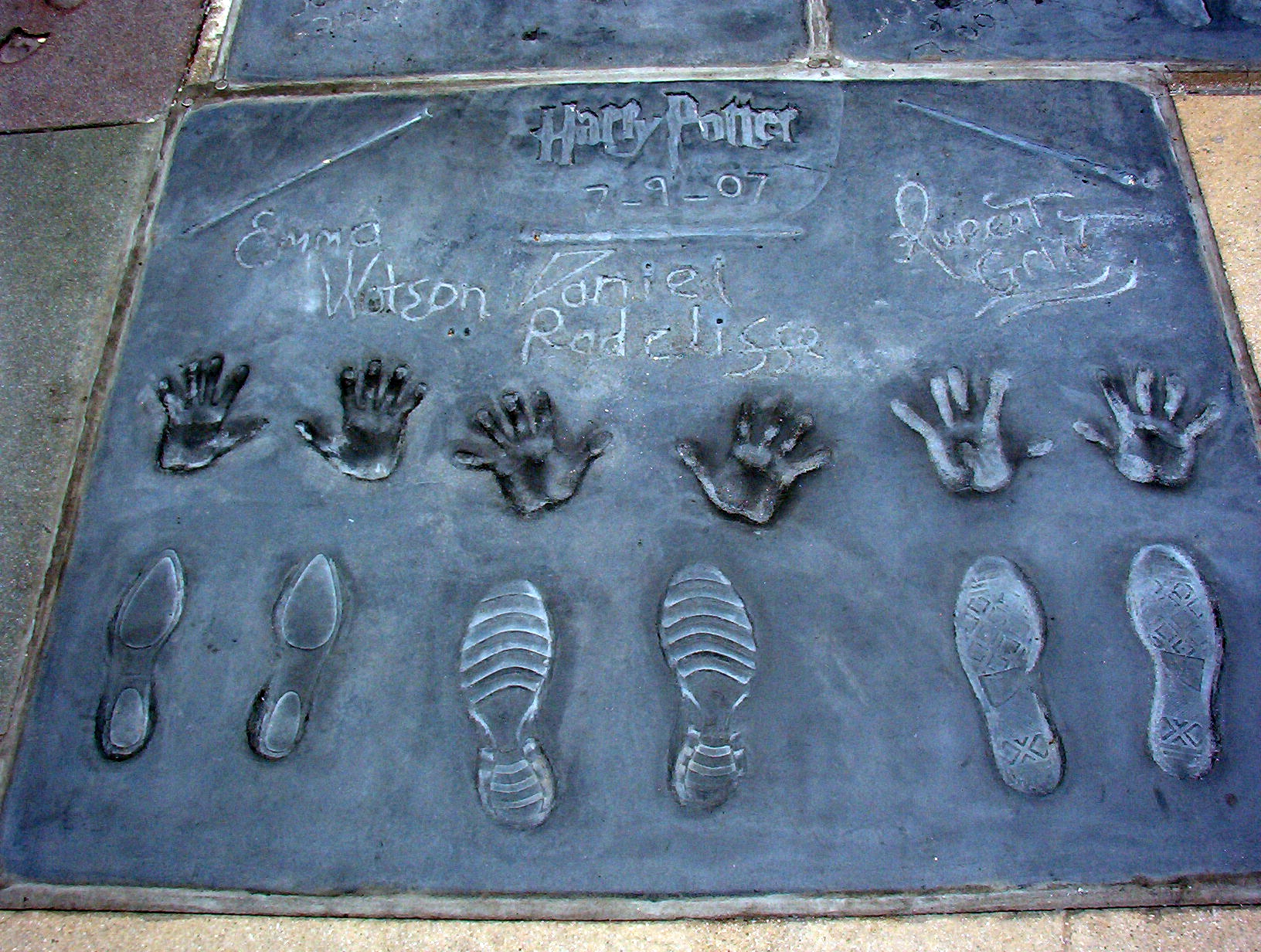
ハリウッドのグローマンズ・チャイニーズ・シアターの前に残された主演3人組の手形と足跡

1999年、イギリスの作家J.K.ローリングのベストセラー小説を映画化した『ハリー・ポッターと賢者の石』のキャスティングが開始された。キャスティングエージェントはオックスフォード演劇教師を通してワトソンを見つけ、プロデューサーは彼女の自信に感銘を受けた。8回のオーディションのあと、プロデューサーのデヴィッド・ハイマンはハーマイオニー・グレンジャーになるワトソンと、共演者になるダニエル・ラドクリフとルパート・グリントに合格を伝えた。
この映画は、初日の売上高と初週末の売上記録を更新し、2001年の最高興行収益を記録した。批評家たちは主人公3人組の演技を称賛し、ワトソンは特に高い評価を得て、デイリー・テレグラフは彼女の演技を「賞賛に値する」と言い、IGNは彼女が「ショーを盗んだ」と評した。ワトソンは5つの賞にノミネートされ、ヤング・アーティスト・アワードを受賞した。
翌年、シリーズ第2作『ハリー・ポッターと秘密の部屋』に出演し、主演俳優の演技はレビュアーから称賛を受けた。『ロサンゼルスタイムズ』紙はワトソンと仲間が映画の間で成熟したと記述したが、『タイムズ』紙は非常に人気があるハーマイオニーを「過少使用」しているとクリス・コロンバス監督を批判した。この演技でドイツの雑誌『ブラボー』からオットー賞を受賞した。
2004年には『ハリー・ポッターとアズカバンの囚人』が公開された。この映画はシリーズ全体で最低の興行収入を記録し、主演のラドクリフの演技は酷評された。しかし、ワトソンの演技は称賛され、2つの賞を受賞した。

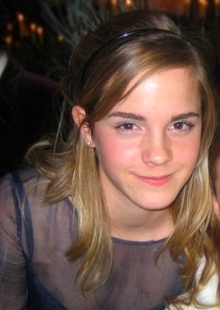
『ハリー・ポッターと炎のゴブレット』のプレミアでのワトソン（2005年）

2005年に公開された『ハリー・ポッターと炎のゴブレット』により、ワトソンと『ハリー・ポッター』シリーズは新たなマイルストーンを記録。この映画は、『ハリー・ポッター』シリーズでの公開初週末とアメリカでの5月以外の公開初週末、イギリスでの公開初週末の記録を残した。批評家たちはワトソンと彼女の10代の共演者の成熟を称賛した。ワトソンにとって、映画のユーモアの多くは、3人の主人公が成熟するにつれて緊張から生まれたという。その年の後半、ティーンヴォーグの表紙に最年少で登場した。2006年にはエリザベス2世の80歳の誕生日の記念イベントでショートムービーに出演した。
『ハリー・ポッターと不死鳥の騎士団』は2007年に公開され、歴代最高となる週末総額3億3,270万ドルを記録した。ワトソンはナショナル・ムービー・アワードを受賞した。『ハリー・ポッター』シリーズの主人公3人組は、2007年7月9日にハリウッドのグローマンズ・チャイニーズ・シアターの前に彼らの手形と足跡を残した。
2007年7月までに、『ハリー・ポッター』シリーズで1000万ポンド以上を稼いだと推測された。2009年3月には、『フォーブス』による「最も価値のある若手スター」の6位にランクされた。そして、2010年2月には2009年に推定1900万ポンドを稼ぎ、ハリウッドの最も高収入な女性スターに選ばれた。
前作の成功にもかかわらず、3人の主演俳優全員が最後の2つのエピソードでの役割を続けることに躊躇したので、『ハリー・ポッター』シリーズの存続は疑問に包まれていた。それでも、ラドクリフは最終的に2007年3月2日にラスト2作の出演にサインした。しかしワトソンはかなり躊躇し、降板の噂も報じられた。彼女は映画がさらに4年間の続投を契約するものなので重要な決定であると説明したが、最終的に2007年3月23日に役割に署名し、「ハーマイオニーを任せることはできない」と語った。
2007年にハリー・ポッターシリーズ以外の作品として初めて『バレエ・シューズ』に出演した。2008年12月公開の『ねずみの騎士デスペローの物語』ではピー姫の声優を務めた。
『ハリー・ポッターと謎のプリンス』は2009年7月15日に公開され、ワトソンおよび主演3人組は批評家から称賛された。

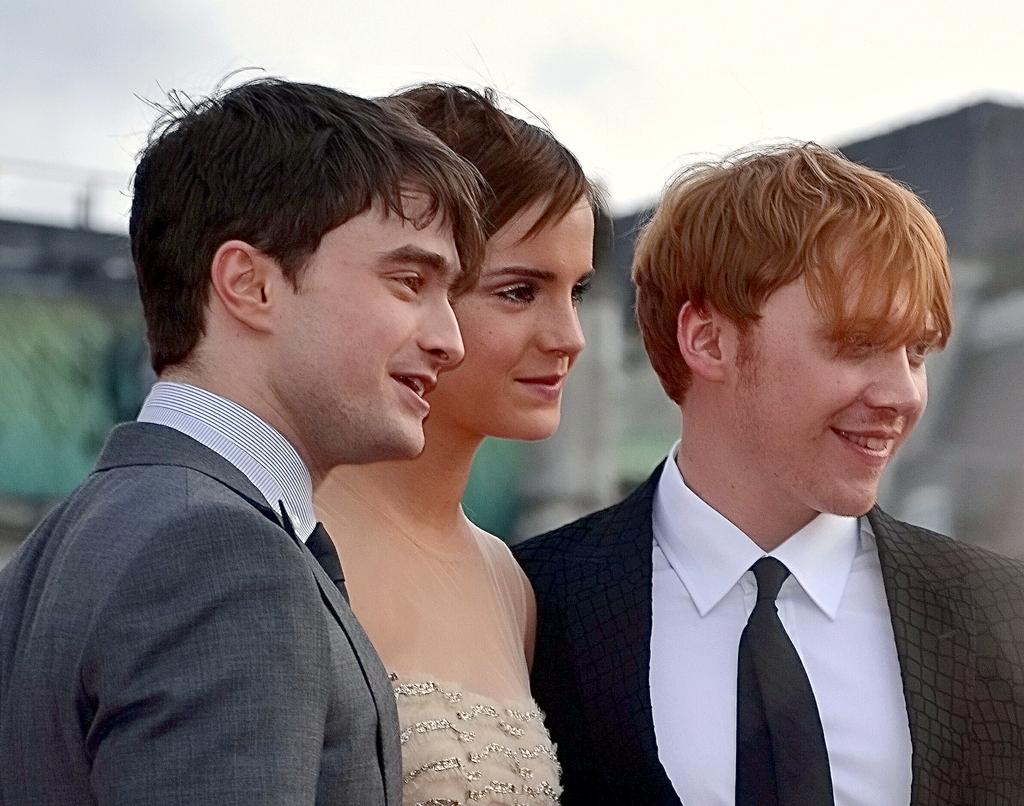
『ハリー・ポッターと死の秘宝 PART2』のロンドンプレミアでの主演3人組（2011年）

シリーズ最後の作品『ハリー・ポッターと死の秘宝』は、2009年2月18日に撮影が始まり、2010年6月12日に終了した。財務上および脚本上の理由から、映画は前後編の2部に分けられた。『ハリー・ポッターと死の秘宝 PART1』は2010年11月に公開され、PART2は2011年7月に公開された。『ハリー・ポッターと死の秘宝 PART2』は特に重大な成功を収めた。シリーズの中で最も売れ行きの良い映画として、世界中で13億ドル以上を超える興行収益を挙げた。
2009年12月、「過去10年間で最も興行収入を稼いだ女優」としてギネス世界記録に認定された。ワトソンが2000年から2010年までの過去10年間で出演した映画は『ハリー・ポッター』シリーズ以外で声優を務めた『ねずみの騎士デスペローの物語』を入れても、映画1本あたり約8億9,700万ドル（日本円で約807億円）、合計で約54億ドル（日本円で約4,860億円）を稼いでいた。2011年1月、米経済誌『フォーブス』が「スクリーン上で最も（興行収入を）稼いだカップル」のランキングを発表し、『ハリー・ポッター』シリーズのルパート・グリントと自身が1位にランクインした。グリントとは同シリーズだけで63億ドル（日本円で約5300億円）を稼いでいた。
バーバリーの広告キャンペーンで出会ったジョージ・クレイグがボーカルを務めるOne Night Onlyの『Say You Don't Want It』のミュージックビデオに出演した。『ハリー・ポッター』シリーズ終了後の初めての映画出演は、『マリリン 7日間の恋』のルーシー役であった。
2012年9月に公開された『ウォールフラワー』に出演。この映画の演技により多くの賞にノミネートされ、ピープルズ・チョイス・アワードやティーン・チョイス・アワードなどを受賞した。
2013年の『ブリングリング』にも主演した。映画は複合的なレビューを受けたが、ワトソンの演技は批評家たちからほぼ満場一致で賞賛された。また、黙示録的なコメディー『ディス・イズ・ジ・エンド 俺たちハリウッドスターの最凶最期の日』においても支持的な役割を果たした。2014年の『ノア 約束の舟』では、ノアの養女にしてセムの妻であるイラを演じた。
2014年10月にロサンゼルスで開催されたブリタニア賞でブリティッシュ・アーティスト・オブ・ザ・イヤーを受賞した。この賞を以前飼っていたハムスターのミリーに捧げた。
2015年は『コロニア』と『リグレッション』に主演したが、ともに否定的なレビューを受けた。
2016年、「自己成長のため」に1年ほど女優業を休止をしていることを明かした。
2017年には、ディズニーアニメの実写映画『美女と野獣』でベルを演じた。この映画は興行収入が12億ドルを超え、『スター・ウォーズ/最後のジェダイ』に次ぐ2017年の2番目に高い総収入の映画になった。一方で『ザ・サークル』は興行収入が低迷し、否定的なレビューを受けた。
2018年8月、『ストーリー・オブ・マイライフ/わたしの若草物語』に降板したエマ・ストーンの代役として出演することが発表された。
2020年6月16日、ケリングの取締役に就任することが株主総会で承認された。
2023年、弟のアレックスとジンのブランド”Renais”を立ち上げた。

## 人物

### 女優としてのスタンス
いわゆる子役出身であるがワトソンはコンプレックスに感じることがあるという。子供は成長過程で未熟な状態で役者として活動することになり、ちゃんとした状態で演技をしているとは言えないのが理由のように話している。大人になってから役者になった人間は完成されている状態で始めたから羨ましいとも話している。

### 学業
2006年にGCSE（英国の義務教育の修了証）を受けた。仕事と学校の両立で合格できるか心配していたが、撮影の合間に家庭教師とともに勉強に励み、優秀な成績をおさめて合格。全国統一試験制度（GCSE）では10教科目受験し、8教科目が最高のA+評価、2教科目がA評価という好成績を修めた。イェール大学、ケンブリッジ大学などにも合格したが、リベラル・アーツ教育のアイヴィー・リーグ名門大学のブラウン大学に進んだ。試験のために出演オファーを断ったこともあった。
2009年9月、BANG Media Internationalによると、ブラウン大学に通っていた際はヘリコプターでキャンパスに降り立ち、学生たちを驚かせたという。ブラウン大学に通う学生の一人は「まさかヘリコプターで大学に来るとは思わなかったよ！でもきっと遠いところから来なければならなかったんだね」とこの通学を理解しようとしている様子だったという。2014年5月25日、ブラウン大学を英文学の学士号で卒業した。
2023年9月にはライティングを学ぶためオックスフォード大学大学院のクリエイティブ・ライティング・コースに入学。パートタイムで受講可能なためコースの大部分はオンラインで完結し、現地への通学は年に4～5回で済むとされ、その際には安全確保のため警護チームが組まれると目されている。

### 恋愛
初恋の相手は『ハリー・ポッター』シリーズで共演したトム・フェルトン（ドラコ・マルフォイ役）で、シリーズ2作目までフェルトンにくぎづけだったと米紙で語っている。ダニエル・ラドクリフと付き合っているという噂が流れたが、ワトソン本人は完全に否定している。また、ラドクリフ以外にも同い年のラグビー選手ジョン・ロッカーや、レイザーライトのボーカルであるジョニー・ボレルとの噂があった。他にも、ロンドンで行われたエンパイア賞授賞式の後、別の男性と仲睦まじくしているところが目撃されたと言う。その後、投資家のジェイ・バリモアとオープンに交際中であったが、英国デイリー・メイル紙が2年越しの交際に終止符を打ったと伝えた。2010年6月、グラストンベリー・フェスティバルにロックバンドワン・ナイト・オンリーのボーカルであるジョージ・クレイグと2人で現れ、交際していることを公にした。バーバリーの撮影で出会ったという。
2010年11月、『デイリー・テレグラフ』紙のインタビューで過去の恋愛について「男性って恋人の方がたくさん資産を持っていたりするのはあまり良い気分がしないのよね。そのことで関係が複雑にならないように願うばかりだけど、慎重にならないとね。」と語っている。
2011年1月、Showbizspy.comのインタビューで恋人について、「私のボーイフレンドになるということは、ヒドいこと。わたしはいつも仕事しているし、（ハリー・ポッターの人気から）いつも関係のない人たちから話しかけられる。だから、今はボーイフレンドはいないし、その方が居心地がいい。ちょっと自分勝手でいても良いかもしれない」とコメントを残していた。

### 資産・金銭
2007年3月、ワーナー・ブラザースがワトソンの『ハリー・ポッター』シリーズ第6章『ハリー・ポッターと謎のプリンス』と第7章『ハリー・ポッターと死の秘宝』の映画出演に対し、200万ポンド（日本円で約4億6000万円）の出演料でオファーしたが出演を拒んでいると報じられた。共演者のルパート・グリントは「ザ・ニュース・オブ・ザ・ワールド」のインタビューで「ダニエルと僕は最近、エマとは離れてしまっているんだ。撮影していないときはメールしたり話をすることもなくなった。エマはもう、「ハリポタ映画の子」といわれるのが嫌なんじゃないかな」とコメントした。しかし、その後に出演をすることを決めたワトソンはガーディアン・オンラインの取材に対して「ハーマイオニーを離れるわけにはいかないわ。彼女は私のヒーローだし、7作すべてをやり遂げられることを誇りに思うわ」と語った。
2010年2月、『ヴァニティ・フェア』誌が「2009年に最も稼いだハリウッドの稼ぎ手」のランキングを発表し、3,000万ドル（日本円で約27億）を稼いで14位にランクインした。この金額は映画のギャラだけでなく、商品のロイヤリティ収入なども含んでいる。
2010年11月、英『ヒート』誌が「最もリッチな30歳以下のイギリス人スターランキング」を発表し、ワトソンは推定総資産額2063万ポンド（日本円で約26億9300万円）で3位にランクインした。ランキングの1位にはダニエル・ラドクリフ、4位にルパート・グリントがランクインしている。
2010年11月、イギリス版『ヴォーグ』のインタビューで「父と話をするまで自分がどれだけ稼いでいるかなんて考えたこともなかった。かつて、お小遣いとして週に75ドル（日本円で約6000円）ほど貰っていた頃はお金に関しては何も考えていなかったんだけど、（ハリー・ポッターの）3作目か4作目の頃に自分が生み出した額を知って驚いた。そんなこと思いもしなかったから、慌てて気分がおかしくなっちゃった」と自身のギャランティについて衝撃を受けた瞬間を振り返っている。ワトソンは2008年に18歳で1600万ドル（日本円で約13億円）を稼いでいる。
2011年1月、Showbizspy.comのインタビューで「お金があり過ぎて、どうしたらいいかわからない。これまで自分の学費以外のお金で一番使ったのは、ラップトップと車の免許証を手に入れた際に購入したトヨタのプリウスが最も高い買物!」とこれまで稼いだお金をどうやって使っていいのかわからないと告白している。
2011年7月、英紙『ガーディアン』によるとハリー・ポッターシリーズで主役の3人がこれまでに稼いだ収入を合計すると8500万ポンド（日本円で約108億円）は下らないが、3人ともしっかりと不動産に投資をしているという。ワトソンはロンドン市内のハムステッドに300万ポンド（日本円で約4億円）の高級住宅を購入したほか、フランス・アルプスのスキーリゾートにも100万ポンド（日本円で約1億2000万円）の住宅を所有しているという。不動産関係者は「アルプスは建築規制があって不動産の供給数が限られているので、常に大きな需要がある」と語っているという。

## 女性の権利についての活動

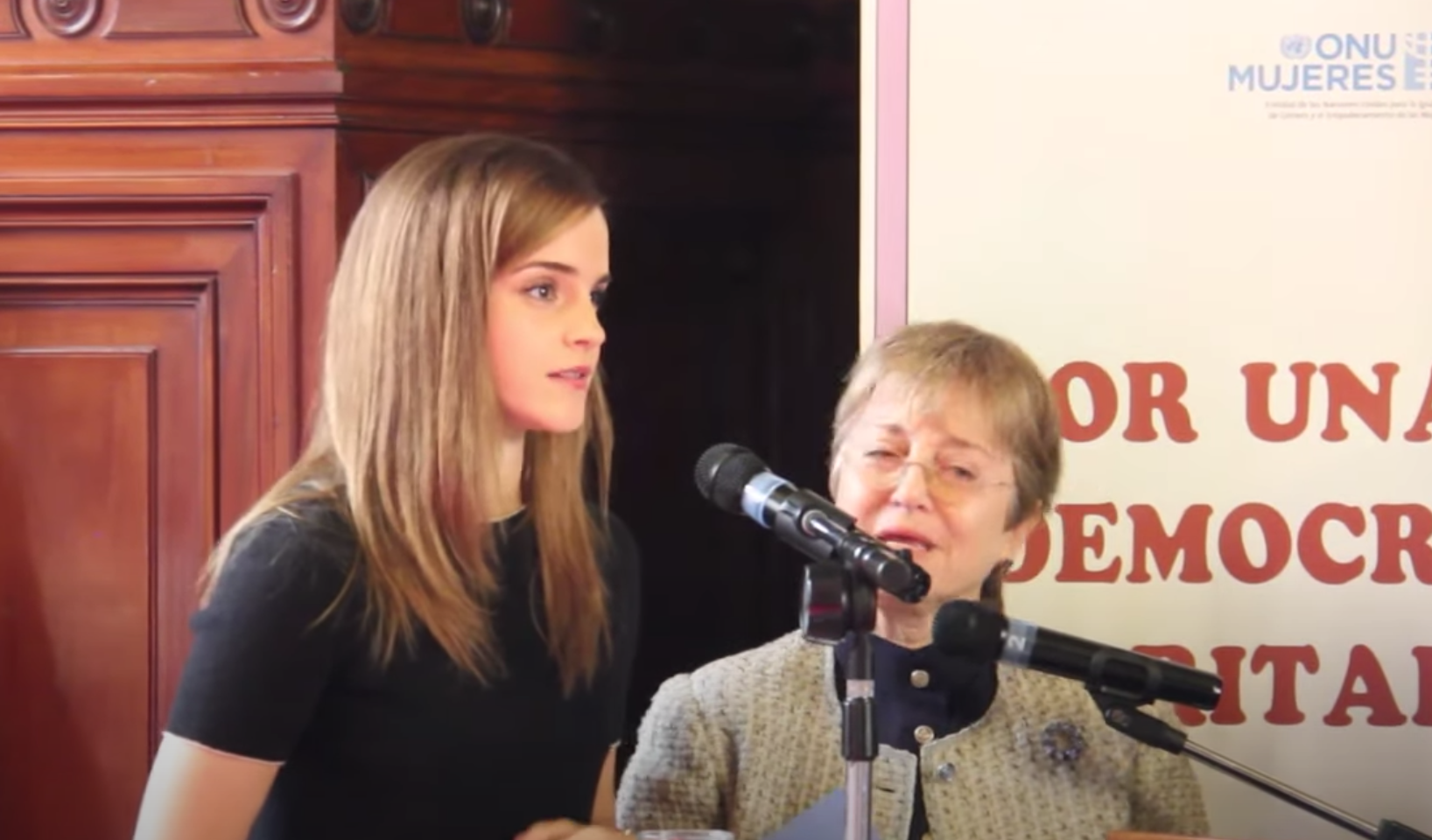
UNウィメンの親善大使として演説するワトソン（2014年）

ワトソンはフェミニストとして積極的に活動を行っている。2014年に国連組織、UNウィメンの親善大使に任命され、バングラデシュやザンビアといった国を訪れ、女性が教育を受ける権利の拡充について啓蒙した。同年9月には、ニューヨーク市の国連本部で、男女ともにジェンダー問題に取り組むことを呼びかける HeForSheキャンペーンを始めた。また、2015年1月の世界経済フォーラムにおいて男女のジェンダー間の平等についてスピーチを行なった。
ワトソンはフェミニズムを「男性と女性ともに同等の権利と機会を持つべきとする信条」だとして、「男性嫌い」だという誤った認識を止めるべきだと語った。フェミニズムについてのスピーチをした直後に、オンライン上で脅迫を受けたことを明かし、このようなことがあるからこそ発言を続ける必要があると改めて認識したという。ノーベル平和賞を受賞したマララ・ユスフザイは、ワトソンのスピーチを聞いて自身もフェミニストを名乗る決断をしたと語った。
ワトソンが初めてジェンダーを意識したのは8歳のときで、学校での劇を監督することを希望した際に「偉そうだ」と言われ、ほかの男の子はそう言われないことに混乱したと語った。また、『ハリー・ポッター』の映画ですでに著名であったワトソンは、まだ14歳にもかかわらず、メディアに性的に対象化された経験も現在の価値観に影響を与えたという。
2016年から、隔月1冊のフェミニズムに関する本を読むオンライン・ブッククラブ「Our Shared Shelf」を主催している。マーガレット・アトウッド、マルジャン・サトラピ、オードリー・ロード、グロリア・スタイネム、ミン・ジン・リーなどの本が紹介され、有色人種、トランスジェンダー、旧植民地などの交差する抑圧をさまざまな女性作家の視点を通して議論している。
2019年、職場でのセクシャルハラスメントを経験する人のために法的なアドバイスを行なうヘルプラインの立ち上げに関わった。
2020年、『ハリー・ポッター』の作者であるJ・K・ローリングのトランスジェンダー差別的であると批判された発言を受けて、ワトソンはツイッターでトランスジェンダーの人たちの支持を表明した。また、ダニエル・ラドクリフなど、ほかの『ハリー・ポッター』の出演者もワトソンに続いて支持を表明した。

## フィルモグラフィ
※役名の太字表記は主演。

### 映画

#### 劇場公開映画
| 年   | 題名 | 役名                         | 備考                | 吹替       |
| ---- | --- | ---------------------------- | ------------------- | ---------- |
| 2001 | ハリー・ポッターと賢者の石 Harry Potter and the Sorcerer's Stone                                        | ハーマイオニー・グレンジャー |                     | 須藤祐実   |
| 2002 | ハリー・ポッターと秘密の部屋 Harry Potter and the Chamber of Secrets                                    | ハーマイオニー・グレンジャー |                     | 須藤祐実   |
| 2004 | ハリー・ポッターとアズカバンの囚人 Harry Potter and the Prisoner of Azkaban                             | ハーマイオニー・グレンジャー |                     | 須藤祐実   |
| 2005 | ハリー・ポッターと炎のゴブレット Harry Potter and the Goblet of Fire                                    | ハーマイオニー・グレンジャー |                     | 須藤祐実   |
| 2007 | ハリー・ポッターと不死鳥の騎士団 Harry Potter and the Order of the Phoenix                              | ハーマイオニー・グレンジャー |                     | 須藤祐実   |
| 2008 | ねずみの騎士デスペローの物語 The Tale of Despereaux                                                     | ピー姫                       | 声の出演            | うえだ星子 |
| 2009 | ハリー・ポッターと謎のプリンス Harry Potter and the Half-Blood Prince                                   | ハーマイオニー・グレンジャー |                     | 須藤祐実   |
| 2010 | ハリー・ポッターと死の秘宝 PART1 Harry Potter and the Deathly Hallows - Part 1                          | ハーマイオニー・グレンジャー |                     | 須藤祐実   |
| 2011 | ハリー・ポッターと死の秘宝 PART2 Harry Potter and the Deathly Hallows - Part 2                          | ハーマイオニー・グレンジャー |                     | 須藤祐実   |
| 2012 | マリリン 7日間の恋 My Week with Marilyn                                                                 | ルーシー                     | 原島梢              |            |
| 2013 | ウォールフラワー The Perks of Being a Wallflower                                                        | サム                         | 藤井ゆきよ          |            |
| 2013 | ディス・イズ・ジ・エンド 俺たちハリウッドスターの最凶最期の日 This Is the End                           | 本人役                       | 須藤祐実            |            |
| 2013 | ブリングリング The Bling Ring                                                                           | ニッキー・ムーア             | 須藤祐実            |            |
| 2014 | ノア 約束の舟 Noah                                                                                      | イラ                         | 沢城みゆき          |            |
| 2015 | コロニア Colonia                                                                                        | レナ                         | 日本公開は2016年9月 | 清水理沙   |
| 2015 | リグレッション Regression                                                                               | アンジェラ・グレイ           |                     | 清水理沙   |
| 2017 | 美女と野獣 Beauty and the Beast                                                                         | ベル                         | [ 69 ]              | 昆夏美     |
| 2017 | ザ・サークル The Circle                                                                                 | メイ・ホランド               |                     | 沢城みゆき |
| 2019 | ストーリー・オブ・マイライフ/わたしの若草物語 Little Women                                              | メグ・マーチ                 | 日本公開は2020年    | 清水理沙   |
| 2022 | ハリー・ポッター20周年記念:リターン・トゥ・ホグワーツ Harry Potter 20th Anniversary: Return to Hogwarts | 本人                         |                     | 須藤祐実   |

#### テレビ映画
| 年   | 題名                          | 役名                   | 吹替     |
| ---- | ----------------------------- | ---------------------- | -------- |
| 2007 | バレエ・シューズ Ballet Shoes | ポーリーン・フォッシル | 須藤祐実 |

### テレビシリーズ
| 年   | 題名                | 役名          | 備考                            |
| ---- | ------------------- | ------------- | ------------------------------- |
| 2015 | The Vicar of Dibley | Reverend Iris | Episode: "The Bishop of Dibley" |

## 受賞歴
| 年   | 賞                                                 | カテゴリー | 映画                                                          | 結果       |         |
| ---- | -------------------------------------------------- | --- | ------------------------------------------------------------- | ---------- | ------- |
| 2002 | Young Artist Awards                                | Best Performance in a Feature Film – Leading Young Actress                                                                       | ハリー・ポッターと賢者の石                                    | 受賞       |         |
| 2002 | Academy of Science Fiction, Fantasy & Horror Films | サターン賞 | ハリー・ポッターと賢者の石                                    | ノミネート |         |
| 2002 | Empire                                             | Empire Award | ハリー・ポッターと賢者の石                                    | ノミネート |         |
| 2002 | American Moviegoer Awards                          | Outstanding Supporting Actress                                                                                                   | ハリー・ポッターと賢者の石                                    | ノミネート |         |
| 2002 | Young Artist Awards                                | Best Ensemble in Feature Film | ハリー・ポッターと賢者の石                                    | ノミネート |         |
| 2003 | Otto Awards                                        | Best Female Film Star (Silver)                                                                                                   | ハリー・ポッターと秘密の部屋                                  | 受賞       |         |
| 2004 | Otto Awards                                        | Best Female Film Star (Silver)                                                                                                   | ハリー・ポッターと秘密の部屋                                  | 受賞       |         |
| 2004 | Total Film                                         | Child Performance of the Year | ハリー・ポッターとアズカバンの囚人                            | 受賞       |         |
| 2004 | Broadcast Film Critics Association                 | Best Young Actress | ハリー・ポッターとアズカバンの囚人                            | ノミネート |         |
| 2005 | Otto Awards                                        | Best Female Film Star (Gold) | ハリー・ポッターとアズカバンの囚人                            | 受賞       |         |
| 2005 | Broadcast Film Critics Association                 | Best Young Actress | ハリー・ポッターと炎のゴブレット                              | ノミネート |         |
| 2006 | Otto Awards                                        | Best Female Film Star (Bronze)                                                                                                   | ハリー・ポッターと炎のゴブレット                              | 受賞       |         |
| 2006 | MTVムービー・アワード                              | Best On-Screen Team | ハリー・ポッターと炎のゴブレット                              | ノミネート |         |
| 2007 | National Film Awards                               | Best Female Performance | ハリー・ポッターと不死鳥の騎士団                              | 受賞       |         |
| 2007 | UK キッズ・チョイス・アワード                      | Best Movie Actress | ハリー・ポッターと不死鳥の騎士団                              | 受賞       |         |
| 2008 | UK Sony Ericsson Empire Awards                     | Best Actress | ハリー・ポッターと不死鳥の騎士団                              | ノミネート |         |
| 2008 | Constellation Award                                | Best Female Performance | ハリー・ポッターと不死鳥の騎士団                              | 受賞       |         |
| 2008 | Otto Awards                                        | Best Female Film Star (Gold) | ハリー・ポッターと不死鳥の騎士団                              | 受賞       |         |
| 2008 | SyFy Genre Awards                                  | Best Actress | ハリー・ポッターと不死鳥の騎士団                              | 受賞       |         |
| 2008 | Glamour Awards                                     | Best UK TV Actress | バレエ・シューズ                                              | ノミネート |         |
| 2009 | スクリーム賞                                       | Best Fantasy Actress | ハリー・ポッターと謎のプリンス                                | ノミネート |         |
| 2010 | National Movie Awards                              | Performance of the Year | ハリー・ポッターと謎のプリンス                                | ノミネート |         |
| 2010 | MTVムービー・アワード                              | Best Female Performance | ハリー・ポッターと謎のプリンス                                | ノミネート |         |
| 2010 | ティーン・チョイス・アワード                       | Actress Fantasy | ハリー・ポッターと謎のプリンス                                | ノミネート |         |
| 2011 | Capri Art Film Festival Awards                     | Best Ensemble Cast Award | マリリン 7日間の恋                                            | 受賞       | [ 94 ]  |
| 2011 | キッズ・チョイス・アワード                         | Favorite Movie Actress | ハリー・ポッターと死の秘宝 PART1                              | ノミネート | [ 95 ]  |
| 2011 | ピープルズ・チョイス・アワード                     | Favorite Movie Star (Under 25)                                                                                                   | ハリー・ポッターと死の秘宝 PART1                              | ノミネート | [ 96 ]  |
| 2011 | エンパイア賞                                       | Best Actress | ハリー・ポッターと死の秘宝 PART1                              | ノミネート | [ 97 ]  |
| 2011 | National Movie Awards                              | Performance of the Year | ハリー・ポッターと死の秘宝 PART1                              | ノミネート | [ 98 ]  |
| 2011 | MTVムービー・アワード                              | Best Female Performance | ハリー・ポッターと死の秘宝 PART1                              | ノミネート | [ 99 ]  |
| 2011 | MTVムービー・アワード                              | Best Kiss (ダニエル・ラドクリフとの共同ノミネート)                                                                               | ハリー・ポッターと死の秘宝 PART1                              | ノミネート | [ 99 ]  |
| 2011 | MTVムービー・アワード                              | Best Fight (ダニエル・ラドクリフとルパート・グリント,トム・フェルトン,アルバン・バイラクタライ,ロッド・ハントとの共同ノミネート) | ハリー・ポッターと死の秘宝 PART1                              | ノミネート | [ 99 ]  |
| 2011 | ティーン・チョイス・アワード                       | Choice Movie: Actress Sci-Fi/Fantasy                                                                                             | ハリー・ポッターと死の秘宝 PART1                              | 受賞       | [ 100 ] |
| 2011 | ティーン・チョイス・アワード                       | Choice Movie: Liplock (ダニエル・ラドクリフとの共同受賞)                                                                         | ハリー・ポッターと死の秘宝 PART1                              | 受賞       | [ 100 ] |
| 2011 | ティーン・チョイス・アワード                       | Choice Summer Movie: Female | ハリー・ポッターと死の秘宝 PART2                              | 受賞       | [ 100 ] |
| 2012 | キッズ・チョイス・アワード                         | Favorite Movie Actress | ハリー・ポッターと死の秘宝 PART2                              | ノミネート | [ 101 ] |
| 2012 | ピープルズ・チョイス・アワード                     | Favorite Ensemble Movie Cast | ハリー・ポッターと死の秘宝 PART2                              | 受賞       | [ 102 ] |
| 2012 | ピープルズ・チョイス・アワード                     | Favorite Movie Star (Under 25)                                                                                                   | ハリー・ポッターと死の秘宝 PART2                              | ノミネート | [ 102 ] |
| 2012 | サターン賞                                         | Best Supporting Actress | ハリー・ポッターと死の秘宝 PART2                              | ノミネート | [ 103 ] |
| 2012 | MTVムービー・アワード                              | Best Female Performance | ハリー・ポッターと死の秘宝 PART2                              | ノミネート | [ 104 ] |
| 2012 | MTVムービー・アワード                              | Best Kiss (ルパート・グリントとの共同ノミネート)                                                                                 | ハリー・ポッターと死の秘宝 PART2                              | ノミネート | [ 104 ] |
| 2012 | MTVムービー・アワード                              | Best Cast (ダニエル・ラドクリフとルパート・グリント、トム・フェルトンとの共同受賞)                                               | ハリー・ポッターと死の秘宝 PART2                              | 受賞       | [ 104 ] |
| 2012 | サンディエゴ映画批評家協会賞                       | Best Supporting Actress | ウォールフラワー                                              | 受賞       | [ 105 ] |
| 2012 | サンディエゴ映画批評家協会賞                       | Best Ensemble Performance | ウォールフラワー                                              | 受賞       | [ 105 ] |
| 2012 | ボストン映画批評家協会賞                           | Best Supporting Actress | ウォールフラワー                                              | Runner-up  | [ 106 ] |
| 2013 | ピープルズ・チョイス・アワード                     | Favourite Drama Movie Actress | ウォールフラワー                                              | 受賞       | [ 107 ] |
| 2013 | MTVムービー・アワード                              | Best Female Performance | ウォールフラワー                                              | ノミネート | [ 108 ] |
| 2013 | MTVムービー・アワード                              | Best Kiss (ローガン・ラーマンと共同ノミネート)                                                                                   | ウォールフラワー                                              | ノミネート | [ 108 ] |
| 2013 | MTVムービー・アワード                              | Best Musical Moment (ローガン・ラーマンとエズラ・ミラーとの共同ノミネート)                                                       | ウォールフラワー                                              | ノミネート | [ 108 ] |
| 2013 | MTVムービー・アワード                              | MTV Trailblazer Award | ウォールフラワー                                              | 受賞       | [ 108 ] |
| 2013 | ティーン・チョイス・アワード                       | Choice Movie Actress: Drama | ウォールフラワー                                              | 受賞       | [ 109 ] |
| 2013 | ティーン・チョイス・アワード                       | Choice Movie: Liplock (ダン・スティーヴンスと共同ノミネート)                                                                     | ウォールフラワー                                              | ノミネート | [ 109 ] |
| 2013 | ティーン・チョイス・アワード                       | Choice Style Icon | N/A                                                           | ノミネート | [ 109 ] |
| 2014 | ピープルズ・チョイス・アワード                     | Favorite Comedic Movie Actress                                                                                                   | ディス・イズ・ジ・エンド 俺たちハリウッドスターの最凶最期の日 | ノミネート | [ 110 ] |
| 2014 | ティーン・チョイス・アワード                       | Choice Movie Actress: Drama | ノア 約束の舟                                                 | ノミネート | [ 111 ] |
| 2014 | ブリタニア賞                                       | British Artist of the Year | N/A                                                           | 受賞       | [ 112 ] |
| 2014 | British Fashion Awards                             | Best British Style | N/A                                                           | 受賞       | [ 113 ] |
| 2017 | MTV Movie & TV Awards                              | Best Performance in a Movie | 美女と野獣                                                    | 受賞       | [ 114 ] |
| 2017 | MTV Movie & TV Awards                              | Best Kiss (ダン・スティーヴンスと共同ノミネート)                                                                                 | 美女と野獣                                                    | ノミネート | [ 114 ] |
| 2017 | ティーン・チョイス・アワード                       | Choice Fantasy Movie Actress | 美女と野獣                                                    | 受賞       | [ 115 ] |
| 2017 | ティーン・チョイス・アワード                       | Choice Movie Ship (ダン・スティーヴンスと共同受賞)                                                                               | 美女と野獣                                                    | 受賞       | [ 115 ] |
| 2017 | ティーン・チョイス・アワード                       | Choice Liplock (ダン・スティーヴンスと共同受賞)                                                                                  | 美女と野獣                                                    | 受賞       | [ 115 ] |
| 2017 | ティーン・チョイス・アワード                       | Choice Drama Movie Actress | サークル                                                      | 受賞       | [ 115 ] |
| 2018 | ゴールデンラズベリー賞                             | Worst Actress | サークル                                                      | ノミネート | [ 116 ] |
| 2018 | エンパイア賞                                       | Best Actress | 美女と野獣                                                    | ノミネート | [ 117 ] |
| 2018 | キッズ・チョイス・アワード                         | Favorite Movie Actress | 美女と野獣                                                    | ノミネート | [ 118 ] |
| 2018 | サターン賞                                         | Best Actress | 美女と野獣                                                    | ノミネート | [ 119 ] |
| 2018 | ピープルズ・チョイス・アワード                     | Style Star of 2018 | N/A                                                           | ノミネート | [ 120 ] |

## 著書

### 寄稿
- Feminists Don't Wear Pink (and other lies): Amazing women on what the F-word means to them, (2018年) Penguin. ISBN 978-0241357187

## 日本語吹き替え
『ハリー・ポッター』シリーズのハーマイオニー・グレンジャー役をはじめとして、主に須藤祐実が担当。
須藤自身もワトソンに入れ込んでおり、ワトソンが実写映画『美女と野獣』のベル役を務めると知った際には「ぜひ私に吹き替えをやらせていただきたい」と意欲を見せていたが、実現には至らず、同役は昆夏美が吹き替えた。
また須藤は、『ハリー・ポッター20周年記念: リターン・トゥ・ホグワーツ』でワトソンを再演した際には胸が熱くなったといい、「エマにまた会えてとても嬉しかった」とも語った。
このほかにも、清水理沙、沢城みゆき、藤井ゆきよなども声を当てている。